# João Gilberto
João Gilberto (n. 10 iunie 1931, Juazeiro, Bahia, Brazilia – d. 6 iulie 2019, Rio de Janeiro, Rio de Janeiro, Brazilia) a fost un cântăreț, compozitor și chitarist brazilian, creatorul principal al stilului muzical Bossa-nova.